# Nebuloasa Eschimosul
Nebuloasa Eschimosul (denumită și Caldwell 39 sau NGC 2392) este o nebuloasă planetară bipolară . A fost descoperită de astronomul William Herschel în anul 1787.